# Elin Klinga

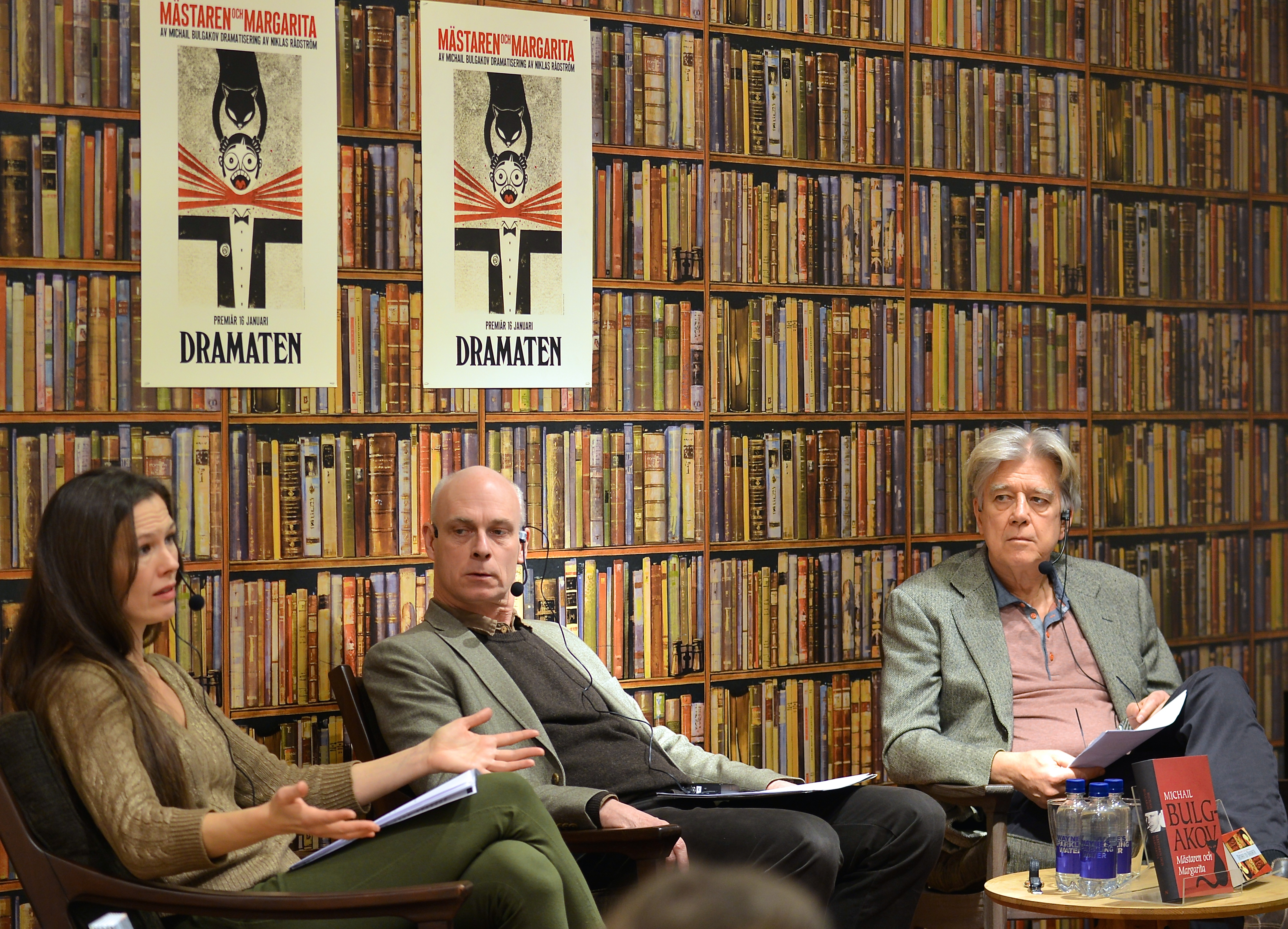
Elin Klinga, Magnus Florin och Hans Klinga från Dramaten samtalar om pjäsen "Mästaren och Margarita" på Akademibokhandeln i Stockholm 2014.

Elin Karin Klinga, född 13 augusti 1969 i Stockholm, är en svensk skådespelare.

## Biografi
Elin Klinga är dotter till skådespelarna Hans Klinga och Malin Ek samt dotterdotter till skådespelaren Anders Ek och koreografen Birgit Cullberg.
Hon gick en dramakurs på Kulturama. Hon blev sedan antagen till Teaterhögskolan i Stockholm, där hon utbildades 1991–1994. Efter examen 1994  började Klinga på Dramaten i Stockholm, bland annat ett flertal pjäser regisserade av Ingmar Bergman: Yukio Mishimas Markisinnan de Sade, Euripides Backanterna, Witold Gombrowiczs Yvonne, P.O. Enquists Bildmakarna samt August Strindbergs Spöksonaten. Bland andra pjäser hon medverkat i kan nämnas Sarah Kanes Befriad, Strindbergs Befriad och Jonas Gardells Helvetet är minnet utan makt att förändra. Hon spelade titelrollen i Drottning Christina av guds nåde på Tidö slott sommaren 2004. 
Hon hade också en roll i TV-serien Rapport till himlen och i filmen Glasblåsarns barn. Förutom skådespelandet ger hon också kurser i retorik. Våren 2008 medverkade Elin Klinga i den televiserade pjäsen Fordringsägare i rollen som Tekla, regi Thorsten Flinck.
I TV-programmet Pluras kök, som visades i april 2011, berättade Klinga att det var hon som inspirerat till låten Sarah av Mauro Scocco. I radioprogrammet P3 Populär sänt 20 maj 2011, bekräftade Scocco att det stämde.

## Priser och utmärkelser
- 2017: Litteris et Artibus[6]

## Filmografi, urval
- 1976 – Drömmen om Amerika (Karin, flicka som skrämmer fågel)
- 1993 – Tala! Det är så mörkt (flickan på rockkonserten)
- 1994 – Rapport till himlen (Lisa)
- 1998 – Glasblåsarns barn (Härskarinnan)
- 2000 – Bildmakarna (Tora Teje)
- 2006 – Trubbel i Sagoland (Röst, Frieda)
- 2006 – Bambi 2 (Röst,Bambis mamma)
- 2009 – Scener ur ett kändisskap
- 2010 – Himlen är oskyldigt blå (Marketta)
- 2012 – Jävla pojkar (Ida)
- 2018 – Livet på Dramaten (TV-serie)
- 2022 – Lust (TV-serie)[7]

## Teaterroller
| År   | Roll                                               | Produktion                                                                   | Regi                  | Teater                                     |
| ---- | -------------------------------------------------- | ---------------------------------------------------------------------------- | --------------------- | ------------------------------------------ |
| 1997 | Varja                                              | Körsbärsträdgården (Вишнёвый сад, Visjnjovyj sad) Anton Tjechov              | Peter Langdal         | Dramaten                                   |
| 1998 | Tora Teje                                          | Bildmakarna Per Olov Enquist                                                 | Ingmar Bergman        | Dramaten                                   |
| 1998 | Melibea                                            | Celestina (La Celestina) Fernando de Rojas                                   | Robert Lepage         | Dramaten                                   |
| 2000 | Fröken                                             | Spöksonaten August Strindberg                                                | Ingmar Bergman        | Dramaten                                   |
| 2001 | Helena                                             | En midsommarnattsdröm (A Midsummer Night's Dream) William Shakespeare        | John Caird            | Dramaten                                   |
| 2001 | Marie Rozerieulles, Adrians första hustru, avliden | Tillbaka till öknen (Le Retour au désert) Bernard-Marie Koltès               | Staffan Valdemar Holm | Dramaten                                   |
| 2003 | Eva                                                | Den första hösten Astrid Trotzig                                             | Anna Novovic          | Dramaten                                   |
| 2006 | Fru Fanny Wilton                                   | John Gabriel Borkman Henrik Ibsen                                            | Hilda Hellwig         | Dramaten                                   |
| 2006 | Lady Milford                                       | Kärlek och politik (Kabale und Liebe) Friedrich Schiller                     | Hilda Hellwig         | Dramaten                                   |
| 2007 | Blanche                                            | Blanche och Marie Per Olov Enquist                                           | Hilda Hellwig         | Dramaten                                   |
| 2008 | Kristina                                           | Kristina August Strindberg                                                   | Jagoš Marković        | Dramaten                                   |
| 2008 | Jelena Andrejevna                                  | Onkel Vanja (Дядя Ваня, Djadja Vanja) Anton Tjechov                          | Hilda Hellwig         | Dramaten                                   |
| 2009 | Betty Bruhn                                        | Final Victoria Benedictsson och Axel Lundegård                               | Hilda Hellwig         | Dramaten                                   |
| 2010 | Cassandra (Sandra) Whiteside                       | Mannen i ormskinnsjackan (Orpheus Descending) Tennessee Williams             | Malin Stenberg        | Dramaten                                   |
| 2015 | Baronessan de Simiane                              | Markisinnan de Sade (サド侯爵夫人?, Sado kōshaku fujin) Yukio Mishima        | Stefan Larsson        | Dramaten                                   |
| 2015 | Makt Hermes Kör                                    | Den fjättrade Prometheus (Προμηθεὺς Δεσμώτης, Promētheús Desmṓtēs) Aischylos | Karl Dunér            | Dramaten                                   |
| 2016 |                                                    | Huset vid nattens ände Sebastian Hartmann                                    | Sebastian Hartmann    | Dramaten                                   |
| 2016 | Makt Hermes Kör                                    | Den fjättrade Prometheus (Προμηθεὺς Δεσμώτης, Promētheús Desmṓtēs) Aischylos | Karl Dunér            | Dramaten                                   |
| 2016 | Anna                                               | Fäder och söner (Fathers and Sons) Brian Friel                               | Runar Hodne           | Dramaten                                   |
| 2018 | Häxa Fru Jenkins Häxa #2                           | Häxorna (The Witches) Roald Dahl                                             | Alexander Mørk-Eidem  | Dramaten                                   |
| 2018 | Jura Zavadskij                                     | Fenix Ann-Sofie Bárány                                                       | Suzanne Osten         | Dramaten                                   |
| 2019 | Vee                                                | Orfeus stiger ner (Orpheus Descending) Tennessee Williams                    | Runar Hodne           | Dramaten                                   |
| 2019 | Heliga Birgitta Teologen, med flera                | Guds olydiga revben Gunilla Thorgren                                         | Tilde Björfors        | Cirkus Cirkör/ Dramaten/ Malmö stadsteater |
| 2020 | Julia                                              | Furstinnan av Amalfi (The Duchess of Malfi) John Webster                     | Suzanne Osten         | Dramaten                                   |
| 2020 |                                                    | Kvinnostaden (La Cité des Dames) Christine de Pizan                          | Staffan Valdemar Holm | Dramaten                                   |
| 2021 |                                                    | Den yttersta minuten Mattias Andersson                                       | Mattias Andersson     | Dramaten                                   |
| 2021 | Irina                                              | Måsen (Чайка, Tjajka) Anton Tjechov                                          | Lyndsey Turner        | Dramaten                                   |
| 2022 |                                                    | Natthärbärget (На дне, Na dne) Maksim Gorkij                                 | János Szász           | Dramaten                                   |
| 2023 |                                                    | Konstabs Ingmar Bergmans Såsom i en spegel Konstab                           | Ossian Melin          | Dramaten                                   |
| 2024 |                                                    | 77 meddelanden till framtiden Jacob Hirdwall                                 | Jacob Hirdwall        | Dramaten                                   |
| 2025 | Fanny Udde Angela Mortens                          | Juloratoriet Göran Tunström                                                  | Linus Tunström        | Dramaten                                   |